# Pramadea ultratrinalis
Pramadea ultratrinalis is een vlinder uit de familie van de grasmotten (Crambidae). De wetenschappelijke naam van deze soort is voor het eerst voorgesteld als Pachyzancla ultratrinalis door Hubert Marion in een publicatie uit 1954.
De soort komt voor in Madagaskar.